# Bestia (Film)
Bestia ist ein 1916 in Warschau, im damals zum Russischen Zarenreich gehörenden Polen, gedrehter Stummfilm mit Pola Negri in der Hauptrolle.

## Handlung
Die junge Pola, ein echter Wildfang, ist das Sorgenkind ihrer Eltern. Sie lebt in den Tag hinein und feiert bis spät in die Nacht. Die Eltern versuchen ihre Tochter zu bändigen, doch vergebens. Als es eines Abends mal wieder zu einer heftigen Auseinandersetzung mit dem Vater kommt, beschließt Pola, gemeinsam mit ihrem Freund Dimitri, den ständigen Drangsalierungen und Bevormundungen daheim zu entfliehen. Bald hat Pola aber auch von Dimitri genug und trennt sich gleichfalls von ihm. Im betrunkenen Zustand stiehlt sie ihm all sein Geld und lässt ihm lediglich eine kurze Mitteilung zurück. Polas erster Job in ihrem von neugewonnener Freiheit bestimmten Leben wird der einer Angestellten in einem Modesalon. Bald aber entdeckt Pola ihre wahre Leidenschaft: den Tanz. Nach einigem Hin und Her wird sie von einem Cabaret als hauseigene Tänzerin verpflichtet. 
Dort lernt das junge, ungestüme Mädchen den wohlhabenden Kaufmann Alexi Vilineff kennen, mit dem sie daraufhin ein Verhältnis beginnt. Sie erhofft sich von dem deutlich älteren Mann nicht weniger als geheiratet zu werden, damit sie ein Leben in Saus und Braus verbringen kann. Eines Tages betritt Pola an der Seite Alexis ein vornehmes Restaurant, um gemeinsam zu dinieren. Sofort erblickt sie Dimitri, der hier als Kellner arbeitet. Dimitri hat nicht vergessen, dass Pola ihn bestohlen hat und will sich dafür an ihr rächen. Pola erfährt wenig später den zweiten Schock: ihr reicher Kaufmann ist bereits verheiratet und hat sogar Kinder! Sie beschließt daraufhin, Vilineff nicht mehr wieder zu sehen. Pola ahnt nicht, dass Alexi seine Frau bereits ihretwegen verlassen hat. In dem Moment, in dem Pola glaubt, sie sei schon ganz unten, begegnet sie Dimitri auf der Straße, der auf sie schießt. Sie stirbt. Nun beabsichtigt Alexi, reumütig zu Frau und Kindern zurückzukehren. Doch die, seit geraumer Zeit schwer erkrankt, ist mittlerweile gestorben. 

## Produktion
Der rund 48-minütige Film entstand inmitten des Ersten Weltkriegs in dem unter deutscher Militärherrschaft stehenden Warschau. Bestia erlebte dort am 5. Januar 1917 seine Uraufführung. Es ist unsicher, ob der Film in Deutschland gezeigt wurde. Oftmals kursiert der Titel Die polnische Tänzerin, der aber bisweilen auch auf Polas Erstling Sklavin der Sinne (1914) angewendet wird. 
Das Melodram kann als typisch für die frühen Stummfilme Pola Negris gesehen werden, ihren dort gezeigten Rollentypus, den „Vamp“, sollte sie später immer wieder spielen. Bestia besitzt filmhistorisch zwei Bedeutungen: es ist der einzige polnische Negri-Film, der heute (zumindest in Teilen) noch existiert und der letzte russisch-polnische Film der Künstlerin, ehe sie 1917 nach Deutschland verpflichtet wurde. 
In einer Nebenrolle ist die damals noch weitgehend unbekannte Lya Mara (unter dem Pseudonym Mia Mara) zu sehen. Auch sie folgte 1917 einem Angebot nach Berlin und wurde wie die Negri ein großer Stummfilmstar.
Regisseur Aleksander Hertz (1879–1928) ist einer der heute nahezu vergessenen Filmschaffenden Polens. Dabei kommt ihm bezüglich der Filmgeschichte Polens eine überragende Bedeutung zu: Noch während der Zarenherrschaft besaß er die bedeutendste Produktionsfirma in Warschau, die Sfinks, und inszenierte bzw. stellte eine Reihe von damals sehr erfolgreichen Filmen her, darunter mehrere mit Pola Negri.
2011 erschien Bestia in den USA auf DVD.

## Einordnung
Lotte H. Eisner schrieb über die junge Pola Negri:
“Sie ist die Magnani der Stummfilmzeit, vital, temperamentvoll. Verführerisch wie zu ihren Anfängen die Lollobrigida. Sie spielt nicht, ist kaum Schauspielerin im damaligen oder heutigen Sinne. Sie ist einfach da. (…) Die Negri repräsentiert die gesunde Sinnlichkeit in all ihrer Ursprünglichkeit. Da ist nichts zu tüfteln und nichts getüftelt. In einer Zeit der runden Formen ist sie lebensprall und doch geschmeidig wie eine Pantherkatze. (…) Unbelastet ist sie, nur Verführung. Ihr intellektueller, vergeistigter Gegenpol ist die große Asta Nielsen. Pola, die Polin, ist ein Wesen voller Unbedenklichkeit, beherrscht von Instinkten. Sie ist die Tänzerin in “Sumurun” mit all ihrer Körperbiegsamkeit, mit all ihrer rhythmisch naturhaften Wildheit. Nicht umsonst scheint sie prädestiniert dafür: man drehte als ersten Film mit ihr die “polnische Tänzerin” und späterhin die “spanische Tänzerin”.”